# 奥布·哈桑
奥布·哈桑（Nasr Bin Ali Han，？—998年），又称阿里木萨、阿里阿尔斯兰汗，喀喇汗国第六任君主，最早皈依伊斯兰教的突厥人萨图克·博格拉汗的孙子、木萨的儿子。他继续对高昌回鹘、于阗进行伊斯兰教的所谓圣战，还和萨曼王朝争霸中亚。让堂兄哈仑（哈桑博格达汗）联合加茲尼王朝瓜分了萨曼王朝。998年，他战死在入侵于阗的战场上。他的后裔称之为阿里系，西喀喇汗国的祖先。
| 前任： 木萨 | 喀喇汗国可汗 971年—998年 | 繼任： 阿赫马德·阿里 |